# Skeid Fotball
Skeid Fotball är en fotbollsklubb i Oslo i Norge, bildad 1 januari 1915 och fick namnet IK Skeid 1925 då klubbarna Ski og Fotballklubben Frem (Frem 14) och Kristiania Ballklubb slogs samman. Klubben spelade senast i Tippeligaen 1999.

## Historia
- 1929: Regionala mästare genom att slå Vålerenga IF med 2-1. Röd och blå matchställ används för första gången.
- 1940, 1945: Vinnare av Oslomästerskapet.
- 1947, 1954, 1955, 1956, 1958, 1963, 1965, 1974: Vinnare av norska cupmästerskapet
- 1966: Vinnare av norska seriemästerskapet
- 1962, 1969, 1998, 1999: Vinnare av juniormästerskapet